# 康尼格拉品牌
康尼格拉品牌（英語：Conagra Brands, Inc.） (：CAG)是北美最大的包裝食物公司之一。康尼格拉的產品出現在超級市場以及各式餐廳、飲食店。公司總部設於奧馬哈 (內布拉斯加州)。先前總部則設於丹尼森市（Downers Grove, Illinois）與歐文 (加利福尼亞州)（兩地皆為貝萃斯食品（Beatrice Foods）的前總部）。

## 历史
1919年创建于格兰德艾兰 (内布拉斯加州)，2016年7月14日康尼格拉食品將分拆為兩家獨立的公開上市公司，分別是專注於冷凍馬鈴薯産品業務的蓝威斯顿Lamb Weston Holdings Inc和消費者食品部門和食品服務業務組成的康尼格拉食品Conagra Brands Inc.。
2018年6月28日康尼格拉食品以每股43.11美元現金加上0.6494股股票，總計相當於每股67.94美元、約81億美元收購同業Pinnacle Foods，若含債務在內，交易金額達到109億美元。